# Castoraeschna margarethae
Castoraeschna margarethae är en trollsländeart som beskrevs av Jurzitza 1979. Castoraeschna margarethae ingår i släktet Castoraeschna och familjen mosaiktrollsländor. Inga underarter finns listade i Catalogue of Life.